# Karl-Johan Johnsson
Karl-Johan Johnsson (Ränneslöv, 1990. január 28. –) svéd válogatott labdarúgó, a francia Bordeaux játékosa.

## Pályafutása

### Klubcsapatban
A Ränneslövs GIF csapatától került 2005-ben a Halmstads BK csapatához. 2008 nyarán Marcus Sahlman kölcsönbe került a Trelleborgs FF csapatához, akkor került fel az első csapathoz, mint harmadszámú hálóőr. Augusztus 24-én a Djurgårdens IF ellen mutatkozott be Magnus Bahne cseréjeként. November 20-án bejelentették, hogy egy hétre az angol Manchester City csapatához utazik próbajátékra. Maradt Svédországban és 2012-es szezont követően távozott. 2013. január 1-jén aláírt a holland N.E.C. csapatához. 2016 nyarán a francia Guingamp csapatához igazolt. 2019. március 30-i ligakupa-döntőben a Strasbourg ellen elvesztett mérkőzésen a kispadon kapott lehetőséget. Július 12-én a dán København szerződtette négy évre. 2023. augusztus 31-én két szezonra szerződtette a Girondins Bordeaux csapata.

### A válogatottban
2012. január 23-án mutatkozott be a felnőtt válogatottban Katar elleni felkészülési mérkőzésen, Johan Dahlin cseréjeként. 2018. május 15-én bekerült Janne Andersson szövetségi kapitány 23 fős végleges keretébe, amely a 2018-as labdarúgó-világbajnokságon vesz részt. 2021. május 18-án bekerült a 2020-as labdarúgó-Európa-bajnokságra utazó keretbe.

### Mérkőzései a válogatottban
2021. május 29-i állapot szerint.
| Válogatott | Szezon   | Mérkőzés | Gól |
| ---------- | -------- | -------- | --- |
| Svédország | 2012     | 1        | 0   |
| Svédország | 2013     | 0        | 0   |
| Svédország | 2014     | 0        | 0   |
| Svédország | 2015     | 1        | 0   |
| Svédország | 2016     | 1        | 0   |
| Svédország | 2017     | 1        | 0   |
| Svédország | 2018     | 3        | 0   |
| Svédország | 2019     | 0        | 0   |
| Svédország | 2020     | 1        | 0   |
| Svédország | 2021     | 1        | 0   |
| Összesen   | Összesen | 9        | 0   |

## Sikerei, díjai
- København
  - Dán bajnok: 2021–22
  - Dán kupa: 2022–23